# 賭徒 (專輯)
《賭徒》是歌手黃鶯鶯於1986年發行的第二張國語專輯。專輯中的〈留不住的故事〉為當年由楊凡編導，張曼玉和周潤發主演的電影《玫瑰的故事》在台灣發行時的主題曲之一（香港地區的主題曲則是由甄妮演唱的〈最後的玫瑰〉）。此張專題為該年的銷量第一名。

## 曲目
黑膠唱片版本

A

1. 心泣
詞．曲：小蟲
2. 留不住的故事
詞：方惠光
曲：陳志遠
（無線電視劇《阿嬌正傳》粤語主題曲）由葉倩文唱
3. 遇
詞：林雨
曲：翁孝良
4. 熟悉的你
詞．曲：鄭華娟
5. 夢幻的舞步
詞：林雨
曲：翁孝良

B

1. 冬夜
詞：小軒
曲：譚健常
2. 青春
詞：方惠光
曲：陳志遠
3. 歲月
詞：方惠光
曲：翁孝良
4. 何處是歸屬
詞．曲：梁弘志
5. 入夢前
詞．曲：梁弘志

CD版本

1. 心泣
2. 留不住的故事
3. 遇
4. 熟悉的你
5. 夢幻的舞步
6. 冬夜
7. 青春
8. 歲月
9. 何處是歸屬
10. 入夢前

新加坡版本

1．家和萬事興
- 其他曲目相同